# Поляновка (Гомельская область)
Поляновка (бел. Палянаўка) (до 30 июля 1964 года Крысин) — посёлок в Хальчанском сельсовете Ветковского района Гомельской области Белоруссии.

## География

### Расположение
В 4 км на юг от Ветки, 14 км от Гомеля.

### Гидрография
Река Сож (приток реки Днепр), на западе — озеро Чачель.

## Транспортная сеть
Транспортные связи по просёлочной, затем автомобильной дороге Ветка — Гомель. Планировка состоит из короткой, прямолинейной, меридиональной улицы, которая на севере раздваивается. Застройка деревянная, усадебного типа.

## История
Основан в начале XX века переселенцами из соседних деревень. В 1909 году хутор Крысин с 312 десятинами земли, принадлежавший помещику С. Ф. Заворотному. Наиболее интенсивная застройка приходится на 1920-е годы. В 1931 году жители вступили в колхоз. Во время Великой Отечественной войны оккупанты в 1943 году сожгли 20 дворов, убили 4 жителя. В 1959 году в составе Гомельского конного заводо № 59 (центр — деревня Старое Село).

## Население

### Численность
- 2004 год — 17 хозяйств, 26 жителей.

### Динамика
- 1909 год — 1 двор, 6 жителей.
- 1940 год — 22 двора, 99 жителей.
- 1959 год — 160 жителей (согласно переписи).
- 2004 год — 17 хозяйств, 26 жителей.